# Schelladler
Der Schelladler (Clanga clanga, Syn.: Aquila clanga) ist eine Vogelart aus der Familie der Habichtartigen (Accipitridae). Dieser mittelgroße Vertreter der Unterfamilie Aquilinae kommt in Mitteleuropa nur im Osten Polens als Brutvogel vor, nach Osten reicht das Verbreitungsgebiet bis zum Pazifik. Die Art bewohnt naturnahe, gewässerreiche Waldlandschaften und ernährt sich vor allem von kleinen bis mittelgroßen Säugetieren und Wasservögeln.
Schelladler sind Mittel- bis Langstreckenzieher, das Überwinterungsareal umfasst die Subtropen und die Tropen von Südeuropa, Asien und Afrika. Der Bestand der Art ist zumindest im westlichen Teil des Verbreitungsgebietes vor allem aufgrund von Lebensraumzerstörung und menschlicher Verfolgung rückläufig, der Weltbestand gilt daher als gefährdet.

## Beschreibung
Schelladler gehören zu den mittelgroßen Vertretern der Unterfamilie der Aquilinae. Sie erreichen eine Körperlänge von 59 bis 71 cm und eine Flügelspannweite von 1,57 bis 1,79 m und sind damit erheblich größer als ein Mäusebussard. Der Geschlechtsdimorphismus ist bezüglich Größe und Gewicht recht deutlich ausgeprägt, Männchen erreichen im Mittel etwa 85 % der Größe der Weibchen. Männchen wiegen 1,7 bis 1,9 kg und haben eine Flügellänge von 477 bis 517 mm, Weibchen erreichen ein Gewicht von 1,8 bis 2,5 kg und eine Flügellänge von 507 bis 542 mm. Wie bei allen Vertretern der Gattung Clanga und der nahe verwandten Gattung Aquila sind die Handschwingenspitzen stark gefingert und die Beine sind bis zu den Zehen befiedert. Im Flug wirken die Flügel relativ kurz und auffallend breit, der Schwanz ist an den Außenkanten deutlich gerundet.
Adulte Vögel sind insgesamt fast einfarbig sehr dunkel braun. Der gesamte Rumpf, der Kopf sowie die Oberflügel- und die Unterflügeldecken sind dunkelbraun und bilden beim fliegenden Vogel einen schwachen Kontrast zu den etwas helleren, einfarbig dunkel braungrauen Schwung- und Stoßfedern. Nur die Oberschwanzdecken sind schwach weiß gerandet. Sehr selten tritt eine helle Farbmorphe auf, die in der Literatur häufig als "fulvescens"-Varietät bezeichnet wird. Bei dieser Morphe sind der Kopf und der gesamte Rumpf sowie alle Flügeldecken hellbeige bis goldfarben. Schwingen und Steuerfedern sind wie bei normal gefärbten Vögeln dunkel braungrau.
Die Iris ist braun, die Wachshaut und die Zehen haben eine gelbe Färbung. Die Schnabelbasis ist grau gegen den im Übrigen schwarzen Schnabel abgesetzt.
Im Jugendkleid ist die Grundfarbe des Gefieders noch etwas dunkler als bei den Altvögeln. Alle Oberflügeldecken sind weiß gerandet, die hellen Spitzen der großen Hand- und Armdecken bilden ein beim fliegenden Vogel gut sichtbares helles Band auf dem Oberflügel. Die inneren Handschwingen, die Armschwingen und die Steuerfedern zeigen eine dichte, dunkle Querbänderung und sind ebenfalls weiß gerandet. Die Iris ist braun. Die Jungvögel sind nach vier Jahren ausgefärbt.

## Lautäußerungen
Im Wesentlichen können drei Rufe unterschieden werden: Der Balzruf ist ein heiseres „krüch“, der meist in Verbindung mit Balzflügen eingesetzt wird. Bei Bedrohung, zum Beispiel durch in die Nestnähe fliegende große Greifvögel, äußern beide Partner ein lang gezogenes „hiäh“. Der auch von Jungvögeln beim Betteln genutzte Kontaktruf lässt sich mit „kjäck, kjäck“ umschreiben.

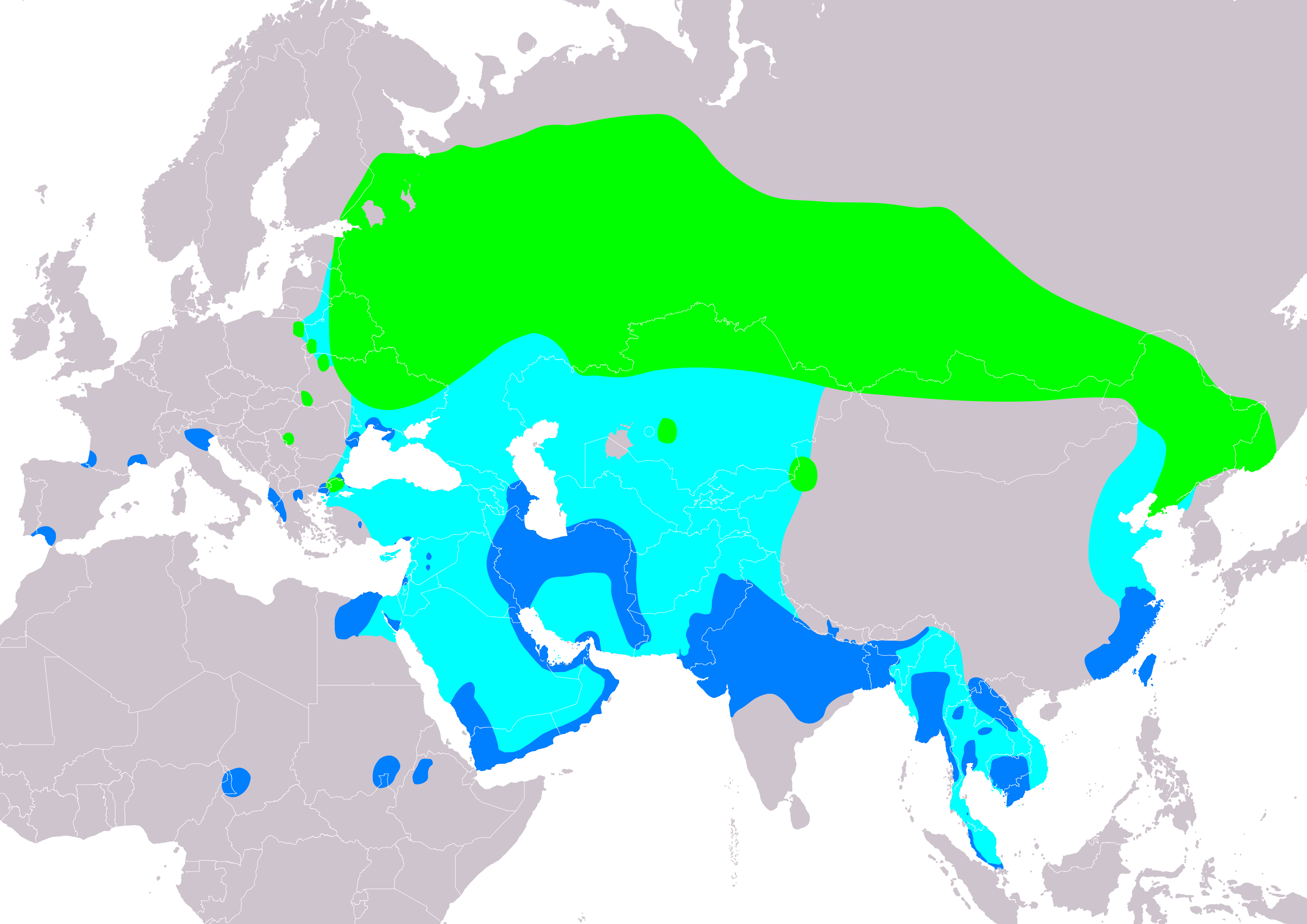
Verbreitung des Schelladlers:
Brutgebiete
Migration
Überwinterungsgebiete

## Verbreitung und Lebensraum
Das Verbreitungsgebiet umfasst große Teile der Waldzone der mittleren und östlichen Paläarktis und reicht vom Osten Polens und des Baltikums in einem im Westen breiten und nach Osten immer schmaler werdenden Band bis zur südostrussischen Region Primorje am Pazifik. Das genaue Areal der Art ist im Westen des Verbreitungsgebietes wegen der schwierigen Unterscheidung vom Schreiadler, im asiatischen Teil der Verbreitung wegen der geringen Besiedlung durch Menschen und der abgelegenen Lebensräume vielfach bis heute unklar.
In Nord-Süd-Richtung reicht das Areal von den südlichen Bereichen der Borealen Zone (Nadelwaldzone) bis in die nördlichen Bereiche der Steppenzone. Der Schelladler bewohnt dort offene, feuchte bis nasse Wälder und Waldränder mit angrenzenden Sümpfen, Marschen, Mooren oder nassen Wiesen, außerdem Flussauen. Insgesamt ist die Art sehr an vom Menschen kaum beeinflusste, wasserreiche Waldlandschaften gebunden.
In Deutschland ist die Art im Norden und Osten ein sehr seltener Gast, wird jedoch aufgrund der nicht einfachen Bestimmung wohl auch übersehen bzw. mit dem Schreiadler verwechselt.

## Systematik
Trotz des riesigen Verbreitungsgebietes wurden für den Schelladler bisher keine Unterarten beschrieben. Nächster Verwandter ist der sehr ähnliche Schreiadler, das Schwestertaxon dieses Artpaares ist der Gangesadler (Clanga hastata). Diese auf den Indischen Subkontinent beschränkte Art wurde bis vor einigen Jahren als Unterart des Schreiadlers geführt, aber 2002 aufgrund morphologischer, anatomischer und brutbiologischer Merkmale sowie aufgrund von Verhaltensmerkmalen als eigene Art abgegrenzt. Molekulargenetische Untersuchungen haben diesen Artstatus bestätigt, demnach ist der Schreiadler mit dem Schelladler sogar näher verwandt als mit seiner ehemaligen Unterart C. hastata.
Eine weitere molekulargenetische Untersuchung ergab, dass Schreiadler und Schelladler reproduktiv nicht vollständig voneinander isoliert sind, wobei der Genfluss jedoch offenbar nur in Richtung Schreiadler erfolgt. Die Ergebnisse lassen vermuten, dass Mischpaare überwiegend aus Schelladlerweibchen und Schreiadlermännchen bestehen und dass die Hybridweibchen ihrerseits wiederum mit Schreiadlermännchen brüten. Die erste Vermutung stimmt mit den bisher vorliegenden Beobachtungen von Mischpaaren überein. Die zweite Vermutung ist plausibel, da nur so der Größenunterschied zwischen den Paarpartnern bestehen bleibt, denn Schelladler sind deutlich größer als Schreiadler.
Im Detail wiesen etwa 8 % der untersuchten phänotypischen Schreiadler in der nur über die mütterliche Linie weitergegebenen mitochondrialen DNA (mtDNA) Haplotypen des Schelladlers auf. Untersuchungen der Zellkern-DNA ergaben jedoch, dass die Schreiadler mit Schelladlerhaplotypen in der mtDNA genetisch zwischen den Stichproben von Individuen beider Arten liegen, bei denen die Haplotypen der mtDNA mit den Phänotypen übereinstimmten. Das deutet darauf hin, dass diese Schreiadler mit Schelladler-mtDNA entweder direkte Nachkommen eines Mischpaares aus Schelladlerweibchen und Schreiadlermännchen
(F1-Hybriden) oder Nachkommen eines weiblichen Hybriden mit einem Schreiadlermännchen sind. Der relativ hohe Prozentsatz von Schreiadlern mit Schelladlerhaplotypen weist schließlich darauf hin, dass zumindest einzelne Schelladler regelmäßig weit westlich des geschlossenen Verbreitungsgebietes der Art Mischpaare mit Schreiadlern bilden. Dass dies tatsächlich so ist, wurde unter anderem durch die Entdeckung eines Mischpaares in Mecklenburg-Vorpommern im Jahr 2003 bestätigt, weiter östlich sind einzelne Mischpaare schon seit Anfang der 1990er-Jahre bekannt.

## Jagdweise und Ernährung
Ähnlich wie der nah verwandte Schreiadler jagt der Schelladler häufig im Suchflug und zu Fuß, aber seltener als der Schreiadler vom Ansitz aus. Der Suchflug findet in niedriger Höhe, aber auch hoch kreisend statt. Wenn ein geeignetes Beutetier entdeckt ist, lässt sich der Adler fallen oder geht zur Attacke im Sturzflug über. Trupps von Wasservögeln werden durch wiederholte Sturzflüge auseinandergetrieben, um dann ein abgesprengtes Individuum gezielt zu erbeuten.
Im Brutgebiet besteht die Nahrung überwiegend aus kleinen bis mittelgroßen Säugetieren und Vögeln, daneben werden auch Amphibien und Reptilien häufig erbeutet. Seltener werden kleine Fische, Insekten oder Aas gefressen. Im Winter bilden die Hauptnahrung je nach Lage des Winterquartiers sehr häufig Insekten wie Wanderheuschrecken und schwärmende Termiten sowie Aas oder, in Feuchtgebieten, überwiegend Wasservögel.

## Fortpflanzung

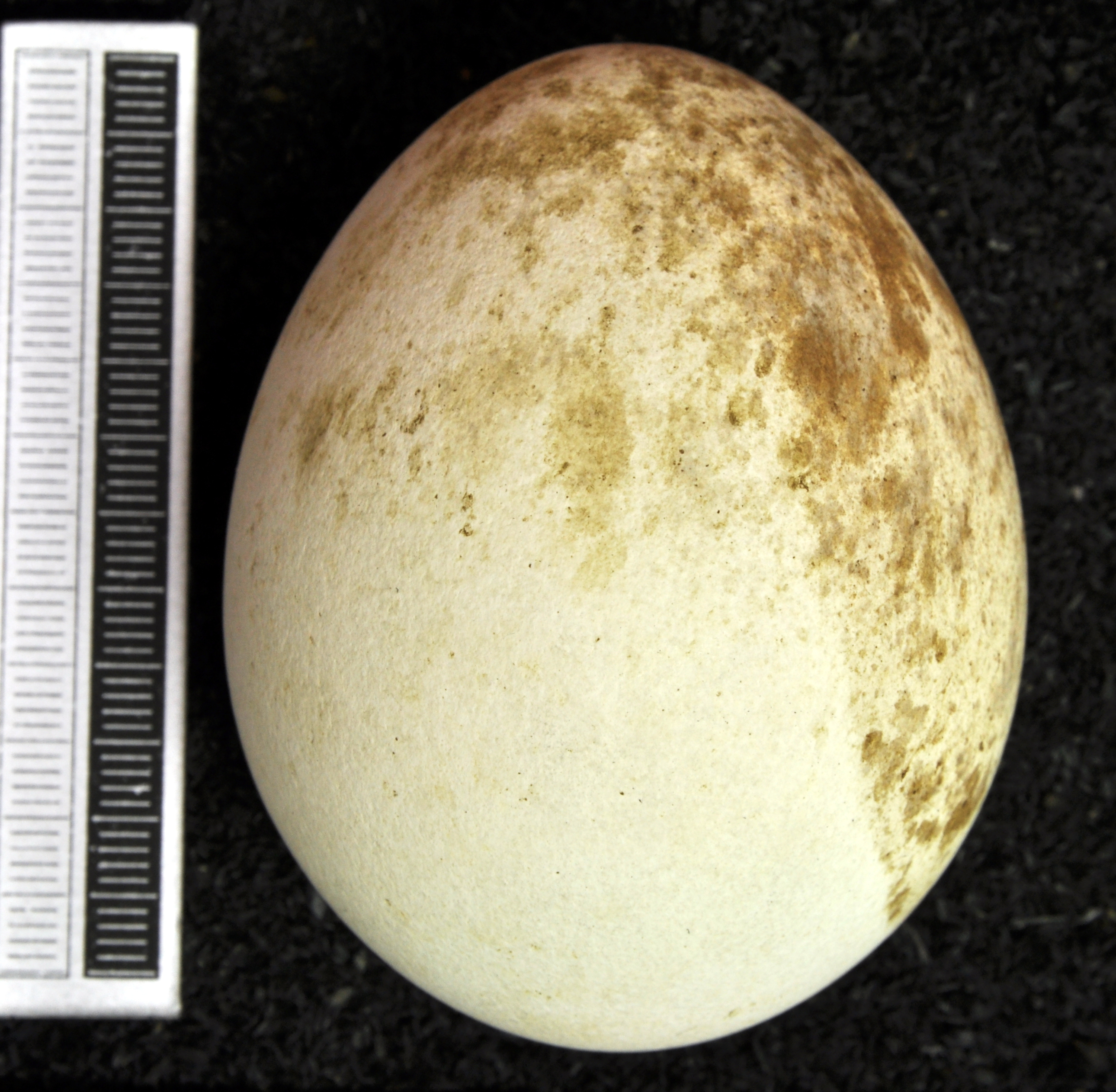
Ei, Sammlung Museum Wiesbaden

Die Balz beginnt meist unmittelbar nach der Ankunft am Brutplatz. Das Männchen vollführt dabei ausdauernde Wellenflüge, wobei es sich am höchsten Punkte einer „Welle“ mit angelegten Flügeln abwärtsbewegt, um dann mit dem gewonnenen Schwung wieder zur nächsten Welle aufzusteigen. Dabei wird intensiv gerufen.
Die Nester werden überwiegend auf Laubbäumen im Wald und meist in dessen Randzone errichtet und überwiegend selbst gebaut. Der Nestdurchmesser beträgt zwischen 70 und 110 cm. Die Nester werden oft mehrfach genutzt und können dann Höhen bis 150 cm erreichen. Die Nestmulde wird mit grünen Zweigen ausgelegt.
Die Eiablage erfolgt selten bereits Ende April, meist jedoch Anfang bis Mitte Mai. Die Gelege bestehen meist aus zwei Eiern, seltener aus nur einem Ei oder drei Eiern. Beispielsweise wurden in Belarus bei 6 Gelegen einmal 1 Ei und fünfmal 2 Eier gefunden. Die Eier sind auf weißem Grund schwach bräunlich oder violett gefleckt. Eier aus Belarus maßen im Mittel 65,8 × 52 mm.
Die Brutzeit beträgt 42 bis 45 Tage. Im Gegensatz zum Schreiadler ist Kainismus beim Schelladler nicht obligatorisch und es werden regelmäßig zwei Jungvögel flügge. Die Nestlingszeit dauert 63 bis 67 Tage; die Jungvögel fliegen meist Mitte Juli bis Anfang August aus.

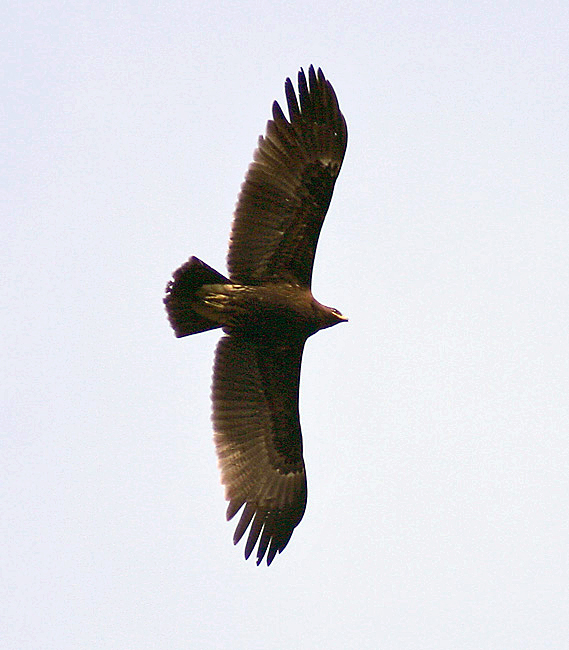
Schelladler im Jugendkleid im Winterquartier in Rajasthan (Indien)

## Wanderungen
Schelladler sind Mittelstrecken- bis Langstreckenzieher. Das Überwinterungsgebiet umfasst ein riesiges Areal in den Subtropen und den Tropen Eurasiens und Afrikas. Die Art wird dort in vielen räumlich zum Teil weit auseinander liegenden Gebieten beobachtet, in denen jedoch meist nur einzelne oder maximal einige Dutzend Individuen überwintern.
In Europa überwintert die Art in kleiner Zahl in Süd-Frankreich (Camargue), im Süden und Nordosten Italiens und auf der Balkanhalbinsel, ausnahmsweise auch weiter nördlich, z. B. in der Schweiz. Weiter östlich überwintert die Art vor allem im Westen der Türkei, im Nahen Osten und auf der Arabischen Halbinsel, im Norden des Indischen Subkontinents sowie in Südostasien und Südchina. Schließlich überwintert die Art zumindest in kleiner Zahl auch im Nordosten Afrikas und südlich der Sahara. Schelladler scheinen überwiegend Breitfrontzieher zu sein; sie werden an den klassischen Konzentrationspunkten des Vogelzuges, zum Beispiel am Bosporus, selten und nur in kleiner Zahl beobachtet.
Die Brutgebiete werden im Westen der Verbreitung bereits Mitte März erreicht, weiter östlich im April. Der Wegzug beginnt ab Ende September.

## Bestand und Gefährdung
Die Art ist zumindest in Europa überall sehr selten. Der gesamteuropäische Bestand wurde 2004 laut IUCN auf etwa 900 Brutpaare geschätzt, der Weltbestand auf maximal 10.000 Individuen. Insbesondere aus dem asiatischen Teil Russlands liegen bisher jedoch kaum verlässliche Bestandszahlen vor. Zumindest in Europa ist der Bestand seit Jahrzehnten rückläufig, als Hauptursachen gelten Lebensraumzerstörung und menschliche Verfolgung. Die IUCN stuft den Weltbestand daher als „vulnerable“ (gefährdet) ein.

## In der Astronomie
1999 wurde der Asteroid (8979) Clanga nach Aquila clanga benannt.